# سینرژی‌اس‌پی
سینرژی‌اس‌پی (انگلیسی: SynergySP) استودیو پویانمایی ژاپنی است که در ۱۹۹۸ تأسیس شد.